# ROCK & SNOW
『ROCK & SNOW』（ロックアンドスノー）は、山と溪谷社が発行しているロッククライミング専門誌。

## 概要
1995年に休刊になったクライミング専門誌『岩と雪』の後継誌として、山と溪谷社が1998年に創刊。スポーツクライミング競技会からヒマラヤのアルパイン・クライミングまで広い範囲のクライミングを扱っている。2023年に通巻100号に達した。2025年夏号（108号）から季刊から年2回刊に刊行頻度が変更になった。
姉妹誌に山と溪谷社『CLIMBING joy』（2008年 - 2017年）があった。

## 連載記事
- 相澤元樹「東北ボルダー通信」
- 宮脇拓海「四国ボルダー通信」
- 倉島将吾「クライミングジムの未来」
- 中根穂高「帰ってきた『かかってきなさい』」
- 東秀磯「東秀磯のクライミングラボ」
- 佐川史佳「ナイスミドルな岩場　そうだ！「◯◯◯」があった」（◯◯◯には岩場の名前が入る）
- 松原尚之「より高くなく より困難でもない 岩稜&ルート紹介」
- 「アルパインクライミングを考える」

- 柴沼潤「クライミング回文」2023年秋号(101号) - [6]